# 38e gala des prix Félix
 Le 38e Gala des Prix Félix, organisé par l'Association québécoise de l'industrie du disque, du spectacle et de la vidéo, s'est déroulé le 30 octobre 2016 et a récompensé les artistes québécois de la chanson. Il était animé par Louis-José Houde.

## Album de l'année (Adulte contemporain)
- Finalistes : Volcano (Jason Bajada), Céleste (Céleste Lévis), La maison du monde (Catherine Major), Tokyo (Ingrid St-Pierre), L'amour en guerre (Renée Wilkin)
- Gagnant : Tokyo (Ingrid St-Pierre)

## Album de l'année (Pop)
- Finalistes : Nous autres (2Frères), Les femmes comme des montagnes (Philémon Cimon), Xo (Laurence Nerbonne), Trente (Karim Ouellet), Le fantastique des astres (Yann Perreau)
- Gagnant : Nous autres (2Frères)

## Album de l'année (Rock)
- Finalistes : Joie d'être gai (les Trois Accords), Octobre (les Cowboys fringants), Ultramarr (Fred Fortin), Debout dans l'ombre (Rémi Chassé), Bodh'aktan (Bodh'aktan)
- Gagnant : Octobre (les Cowboys fringants)

## Album ou DVD de l'année (Humour)
- Finalistes : Les Appendices chantent les chansons de la saison 8 et aucune autre mais ils voulaient quand même un super long titre d'album (les Appendices), L'album du peuple - Saison 10 (François Pérusse), Être (André Sauvé)
- Gagnant : L'album du peuple - Saison 10 (François Pérusse)

## Album de l'année (Folk)
- Finalistes : Sept jusqu'en mai (Artistes variés), Ma route (Laurence Jalbert), 4488 de l'amour (les sœurs Boulay), Limoilou (Safia Nolin), Les horizons nouveaux (Richard Séguin)
- Gagnant : 4488 de l'amour (les sœurs Boulay)

## Album de l'année (Country)
Finalistes : Du côté du ciel (Véronique Labbé), Au fil des avenues (les Bouches Bées), Réflexion (les jumelles Barabé), Épouvantail (Les Revenants), Nous (Renée Martel et Patrick Norman)
- Gagnant : Nous (Renée Martel et Patrick Norman)

## Album de l'année (Meilleur vendeur)
- Finalistes : Nous autres (2Frères), Laisse-moi te dire (Paul Daraîche), Octobre (les Cowboys fringants), Et maintenant... Bécaud (Mario Pelchat), L'album du peuple - tome 10 (François Pérusse)
- Gagnant : L'album du peuple - tome 10 (François Pérusse)

## Auteur ou compositeur de l'année
- Finalistes : Sarah Toussaint-Léveillé, Koriass, Fred Fortin, Philippe Brach, Bernard Adamus
- Gagnant : Fred Fortin

## Chanson de l'année
- Finalistes : Nous autres (2Frères), Rien à faire (Marie-Pierre Arthur), Crystel (Philippe Brach), Oublie-moi (Carry on) (Cœur de pirate), Si tu reviens (Louis-Jean Cormier), Ton départ (Marc Dupré), Le dernier homme (Pierre Flynn), Voyageur (Jean Leloup), Miami (Ariane Moffatt), J'aime les oiseaux (Yann Perreau)
- Gagnant : Ton départ (Marc Dupré)

## Groupe de l'année
- Finalistes : Galaxie, 2Frères, les Cowboys fringants, les sœurs Boulay, les Trois Accords
- Gagnant : 2Frères

## Interprète féminine de l'année
- Finalistes : Marie-Pierre Arthur, Laurence Jalbert, Marie-Mai, Safia Nolin, Ingrid St-Pierre
- Gagnant : Marie-Mai

## Interprète masculin de l'année
- Finalistes : Louis-Jean Cormier, Marc Dupré, Pierre Lapointe, Jean Leloup, Fred Pellerin
- Gagnant : Jean Leloup

## Révélation de l'année
- Finalistes : 2Frères, Rémi Chassé, Safia Nolin, Charles-Richard Hamelin, Érik West-Millette
- Gagnant : Safia Nolin

## Artiste de la francophonie s'étant le plus illustré au Québec
- Finalistes : Patrick Bruel, Francis Cabrel, Stromae, Zaz
- Gagnant : Stromae

## Artiste québécois s'étant le plus illustré hors Québec
- Finalistes : Cœur de pirate, Half Moon Run, Simple Plan, The Barr Brothers, Patrick Watson
- Gagnant : Half Moon Run

## Spectacle de l'année (Auteur-compositeur-interprète)
- Finalistes : Les Grandes Artères (Louis-Jean Cormier), Sur la Terre (Pierre Flynn), Jean Leloup et son orchestre en concert à Paradis City (Jean Leloup), Jean Leloup solo - Le Fantôme de Paradis City (Jean Leloup), Marie-Mai en résidence (Marie-Mai)
- Gagnant : Le Fantôme de Paradis City (Jean Leloup)

## Spectacle de l'année (Interprète)
- Finalistes : Piaf a 100 ans - Vive la môme (Artistes variés), Là dans ma tête (Marc Dupré), Un homme qui vous ressemble (Mario Pelchat), Plus tard qu'on pense (Fred Pellerin), Nouveau rêve (René Simard)
- Gagnant : Plus tard qu'on pense (Fred Pellerin)

## Spectacle de l'année (Humour)
- Finalistes : Apprendre à s'aimer (Jean-Thomas Jobin), Un peu princesse (Stéphane Rousseau), Les Morissette (Louis Morissette et Véronique Cloutier), Seul comme un grand (Mario Tessier), Trop humain (Guillaume Wagner)
- Gagnant : Les Morissette (Louis Morissette et Véronique Cloutier)

## Vidéoclip de l'année
- Finalistes : Crier tout (Cœur de pirate), Blacklights (Koriass), ''Volonté (Manu Militari), Noël partout (Safia Nolin), J'aime les oiseaux (Yann Perreau)
- Gagnant : Noël partout (Safia Nolin)

## Félix honorifique
- René Angélil (à titre posthume)